# Gebō
Cette page contient des caractères spéciaux ou non latins. S’ils s’affichent mal (▯, ?, etc.), consultez la page d’aide Unicode.
Gebō est la septième rune du Futhark et la septième de la famille de Fehu / Fraujaz / Freyr. Elle est précédée de Kaunan et suivie de Wunjō. Son nom anglo-saxon est Gyfu, qui signifie « don, présent » ; l’usage en fut abandonné dans la version brève de l’alphabet runique en usage en Scandinavie, de sorte qu’il n'y a pas de nom en vieux norrois. Elle a donné, par exemple, l'allemand geben (donner) et l'anglais give (donner).
Le Codex Vindobonensis 795 donne un nom de lettre correspondant dans l’alphabet gotique sous la forme geuua, restitué en gotique comme giba (𐌲). *Geƀō est la forme reconstruite pour le proto-germanique à partir de cette correspondance et du vieux saxon geƀa.
Cette rune notait à l'origine le son [g] ou [ɣ], transcrit g. À la suite de l’apparition en anglo-saxon d’un phonème proche (par palatalisation), réalisé sous forme de [ʎ] ou de [j] (transcrit ġ ou ȝ), cette rune a désigné deux phonèmes distincts. Pour les distinguer plus nettement, une nouvelle rune fut créée, nommée Gar, désignant exclusivement le premier phonème (Jēran désignant le second). Son utilisation n’est cependant pas attestée avant le XIe siècle.
Une hypothèse
est que la rune provient de la lettre latine X (issue du Χ grec), dont la prononciation a pu être similaire au gs germanique au Ier siècle. En revanche, il n’y a probablement pas de lien avec le 𐌗 de l’alphabet étrusque, dont la valeur était s.

## Poèmes runiques
Seul le poème runique anglo-saxon décrit cette rune :
| Poème runique | Traduction en français                                                                                        |
| --- | --- |
| Anglo-saxon ᚷ Gyfu gumena byþ gleng and herenys, wraþu and wyrþscype and wræcna gehwam ar and ætwist, ðe byþ oþra leas. | La générosité apporte gloire et éloges à l’homme brisé par les tourments, faveur et subsistance au solitaire. |